# Збірна Сербії та Чорногорії з баскетболу
Збірна Сербії та Чорногорії з баскетболу (серб. Кошаркашка репрезентација Србије и Црне Горе) — національна баскетбольна команда, яка представляла Сербію та Чорногорію на міжнародній баскетбольній арені з 1992 по 2006 роки. правонаступником збірної стала Сербія.

## Історія
Збірна Сербії та Чорногорії, яка існувала з 1992 по 2006 роки і була постійним учасником чемпіонату Європи, світу та Олімпійських ігор.
Найвідоміші гравці збірної: Владе Дівац, Предраг Данилович, Саша Обрадович та Деян Томашевич.

## Головні тренери
| Роки      | Тренер           |
| --------- | ---------------- |
| 1992–1995 | Душан Івкович    |
| 1996–2000 | Желько Обрадович |
| 2000–2002 | Светислав Пешич  |
| 2003      | Душко Вуйошевич  |
| 2004–2005 | Желько Обрадович |
| 2006      | Драган Шакота    |

## Досягнення
FIBA Чемпіонат світу:
- Золоті медалі (2): 1998, 2002

FIBA Євробаскет:
- Золоті медалі (3): 1995, 1997, 2001
- Бронзові медалі (1): 1999

Літні Олімпійські ігри:
- Срібні медалі (1): 1996